# Omalanthus populifolius
El Corazón sangrante (Bleeding Heart) o Álamo de Queensland (Omalanthus populifolius) es una planta de las selvas templadas y subtropicales lluviosas de Australia. Con frecuencia aparece en áreas disturbadas del bosque. El corazón sangrante es apreciado por los regeneradores del bosque por su rápido crecimiento y por ser una de las especies pioneras en la regeneración del bosque.
El corazón sangrante crece desde la frontera costera de Nueva Gales del Sur y Victoria (36° S), al norte hasta Coen, Queensland (13° S) en el trópico. Se le encuentra también en la Isla Lord Howe, Isla Norfolk, Nueva Guinea e Indonesia, y ha sido ampliamente plantado en otras partes.

## Descripción
Es un pequeño árbol o arbusto, de hasta 8 metros de alto y 15 cm de diámetro.
El tronco es cilíndrico con la corteza café grisácea, bastante lisa pero con algunas protuberancias e irregularidades. Las ramillas son lisas, rojizas o verdes. Las hojas son triangulares, no son dentadas y son alternadas. De 5 a 15 cm de largo. Las hojas se tornan rojas cuando senescentes, por lo tanto el nombre común de corazón sangrante.
Las flores son amarillas verdosas a rojas, de 2 a 10 cm de largo. Apareciendo en racimos en su mayor parte entre los meses de septiembre a enero. El fruto madura desde diciembre a marzo, siendo una cápsula de dos lóbulos con un arilo amarillo aceitoso. Las semillas germinan rápidamente si se presenta el calor de la luz solar. Sin embargo, como muchas de las especies pioneras, las semillas del corazón sangrante necesitan un largo período de dormancia.
El fruto es comido por una variedad de aves, incluyendo la paloma cuco parda, ojo de plata y melífago de Lewin.

## Usos
La talla pequeña y las hojas rojas decorativas lo hacen una atractiva planta de jardín. Sin embargo, sus características como planta pionera lo convierten en un buen invasor en áreas disturbadas. Es considerada como una planta invasora en el sur de África y Hawái.

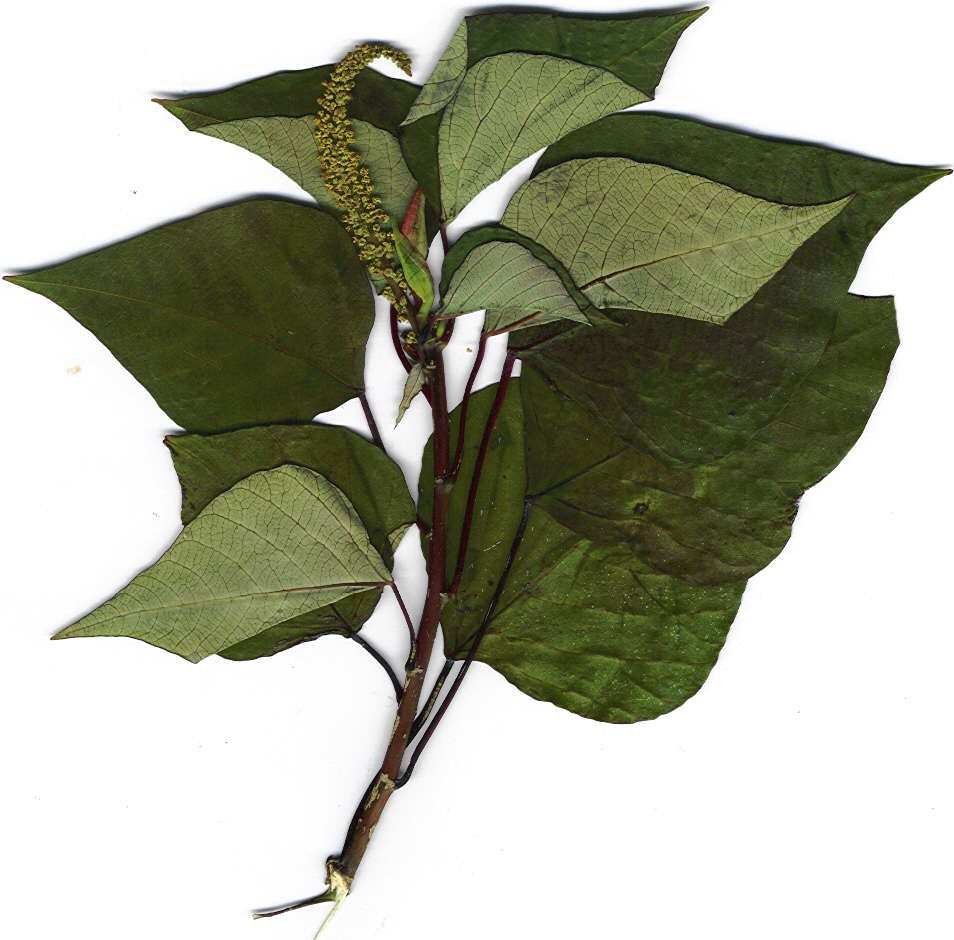
Hojas e inflorescencia

## Taxonomía
Homalanthus populifolius fue descrita por Robert Graham y publicado en Edinburgh New Philosophical Journal 3: 175. 1827.
Sinonimia
- Carumbium pallidum Müll.Arg.
- Carumbium platyneuron Müll.Arg.
- Carumbium populifolium (Graham) Benth. & F.Muell.
- Carumbium sieberi Müll.Arg.
- Homalanthus goodenoviensis Airy Shaw[4][5]